# 7,5-cm-Gebirgs-Kanone M.15
Die 7,5-cm-Gebirgs-Kanone M.15 (tschechisch 7,5-cm horský kanón M 15) war eine von Škoda hergestellte Haubitze des Heeres Österreich-Ungarns im Ersten Weltkrieg. Das Geschütz wurde ursprünglich als Gebirgskanone konzipiert und wurde auch als Panzerabwehrkanone eingesetzt.

## Geschichte
Von 1899 bis 1915 führte die Österreichisch-Ungarische Artillerie vier verschiedene Modelle von 75-mm-Haubitzen ein. Das letzte Modell war die M.15.
Die M.15 war als Antwort auf die Einführung der Canon de 75 mm modèle 1912 Schneider bei der serbischen Armee konzipiert worden. Man hatte festgestellt, dass die alten Geschütze aus Stahlbronze den neuen französischen Konstruktionen unterlegen waren. Während das französische Geschütz bis zu 7,5 km schießen konnte, erreichte die 7-cm-Gebirgskanone M. 75 nur eine Schussweite von drei Kilometern. Auf Druck von Franz Conrad von Hötzendorf wurde die Neukonstruktion der 7,5-cm-Gebirgs-Kanone M.15 forciert. Erik von Merizzi und Oskar Potiorek verzögerten aber die Einführung um mindestens ein Jahr durch Einwendungen und Anforderungen von weiteren Gutachten. Alfred Jansa beschreibt, dass dies bewusst gemacht wurde, da zwischen Potiorek und Conrad ein starker Konkurrenzkampf vorhanden war. Merizzi soll dies gegenüber Jansa zugegeben haben. Die Folge dieser Intrige war, dass man beim Serbienfeldzug 1914 mit veralteten Geschützen kämpfen musste und die neuen Geschütze verzögert eingeführt wurden.

## Einsatz
Die 7,5-cm-Gebirgs-Kanone M.15 wurde vorwiegend an der österreichisch-italienischen Alpenfront, zum Beispiel entlang des Flusses Isonzo, eingesetzt. Gegenüber herkömmlichen Feld-Kanonen hatten Haubitzen den Vorteil, dank ihrer Steilfeuereigenschaften besser geeignet zu sein, Ziele hinter Bergen und an abfallenden Hängen zu erreichen. Auch nach dem Ersten Weltkrieg blieb das Geschütz im Dienst zahlreicher Armeen unter anderem beim Bundesheer, in der königlich ungarischen und der tschechoslowakischen Armee. Es kam noch im Zweiten Weltkrieg zum Einsatz und wurde bei den italienischen Streitkräften sogar erst Anfang der 1960er Jahre ausgemustert.
1928 brachte Škoda ein verbessertes Nachfolgemodell unter dem Kürzel 75 mm M.28 heraus.

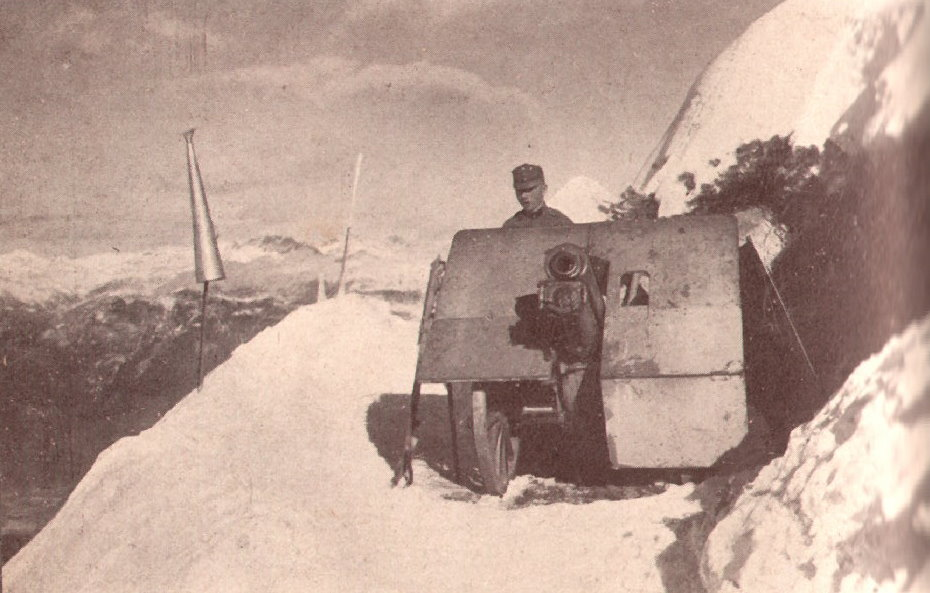
Geschütz in Gebirgsstellung

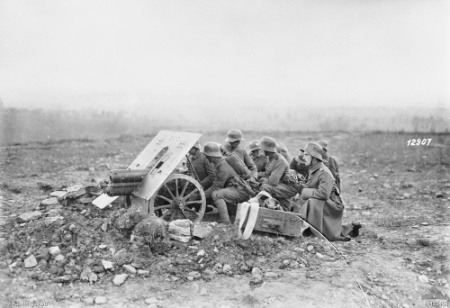
Einsatz als Panzerabwehrkanone gegen britische Tanks (1918)

## Technik
Die Haubitze war als Gebirgsgeschütz konzipiert und konnte für den Maultiertransport in sechs Teillasten zerlegt werden. Die Rückstoßfederung erfolgte hydropneumatisch. Die Lafette war als Kastenlafette mit einem Erdsporn ausgeführt, der sich beim Abschuss in den Boden grub und zusätzliche Stabilität verlieh. Der Schutzschild war enorm groß und verdeckte sogar die Speichenräder. Die Größe des Schildes erforderte zusätzliche Verstrebungen. Die Rohrführung lag auf einer einachsigen Lafette. Dies verlieh dem Rohr beim Abschuss zusätzliche Stabilität. Sollte das Geschütz zusammengesetzt transportiert werden, so konnten die Holme zusammengeklappt und mit einer Vorrichtung für eine Deichsel ausgerüstet werden. Der untere Teil des Schutzschildes wurde dann hochgeklappt und ermöglichte so eine erhöhte Bodenfreiheit.

## Technische Daten
Rohrrücklaufgeschütz mit Flachkeilverschluss in Kastenlafette mit Schutzschild, System Škoda. Der Transport erfolgte in sieben Teillasten durch Tragtiere.